# 5859 Ostozhenka
5859 Ostozhenka eller 1979 FD2 är en asteroid i huvudbältet som upptäcktes den 23 mars 1979 av den rysk-sovjetiske astronomen Nikolaj Tjernych vid Krims astrofysiska observatorium på Krim. Den har fått sitt namn efter Ostozhenkagatan i centrala Moskva.
Asteroiden har en diameter på ungefär 5 kilometer och den tillhör asteroidgruppen Nysa.